# Trocosendo Guedes
Trocosendo Guedes foi um nobre e Cavaleiro medieval do Condado Portucalense que nasceu no segundo quartel do século X. Foi a seu mando edificado no Mosteiro de Paço de Sousa, que faz parte do Rota do Românico do Vale do Sousa e que data do século X, Igreja do Corporal, a Capela do Salvador, que comunicava directamente com o templo principal pela parte norte do templo. 
Esta capela, segundo os documentos medievais era o local onde D. Trocosendo se pretendia acolher no “post mortem”, directamente à protecção do Salvador, que era o orago do seu convento.
Junto a esta igreja, mandou ainda edificar um segundo templo, uma de capela funerária, ampla com o objectivo de servir como jazida aos membros da família “enquanto o mundo fosse mundo”. A Este templo anexo à igreja principal foi dado o nome de “Corporal de Paço de Sousa”, e conservou-se em bom estado até ser demolida em 1605.

## Relações familiares
Foi pai de Valida Trocozendas casada com D. Moninho Viegas “o Gasco”.